# Monopson
Monopson je v ekonomii stav, kdy existuje pouze jeden subjekt na straně poptávky a zpravidla více subjektů na straně nabídky. Je to jedna z forem nedokonalé konkurence, souměrná s monopolem.
Možné příklady odvětví:
- trh práce (sportovci, učitelé základních škol)
- zpracovatelé v zemědělství (např. zeleniny)
- elektrárny odebírající uhlí
- pokročilé zbraně (např. stíhačky)
- léčiva